# Fiat Doblo Cargo
Fiat Doblo Cargo - фургони, що почали вироблятися компанією Fiat з 2000 року. Перший редизайн, що стосувався інтер`єра моделі, відбувся у 2006 році, а друге покоління вийшло у 2010 році. 
Основні конкуренти: Vauxhall Combo, Citroen Berlingo, Ford Transit Connect, Renault Kangoo і Volkswagen Caddy. 

## Опис
Fiat Doblo Cargo комплектується 1,3 літровим дизельним Multijet, потужністю 91 к.с. Цей варіант вважається досить гучним у роботі, тому експерти рекомендують 1,6-літровий Multijet, потужністю 106 к.с. Також доступний 2,0-літровий 135-сильний двигун з обертовим моментом 320Нм. Мотори автомобіля працюють у парі з 6-ступінчастою або ж з 5-ступінчастою МКПП. 

## Безпека
У 2017 році Fiat Doblo' 1.6 mjt EASY тестувався за Euro NCAP:
| Водій | Дитина- пасажир | Пішохід | Засоби безпеки |
| ----- | --------------- | ------- | -------------- |
| 75%   | 46%             | 57%     | 25%            |

## Огляд моделі

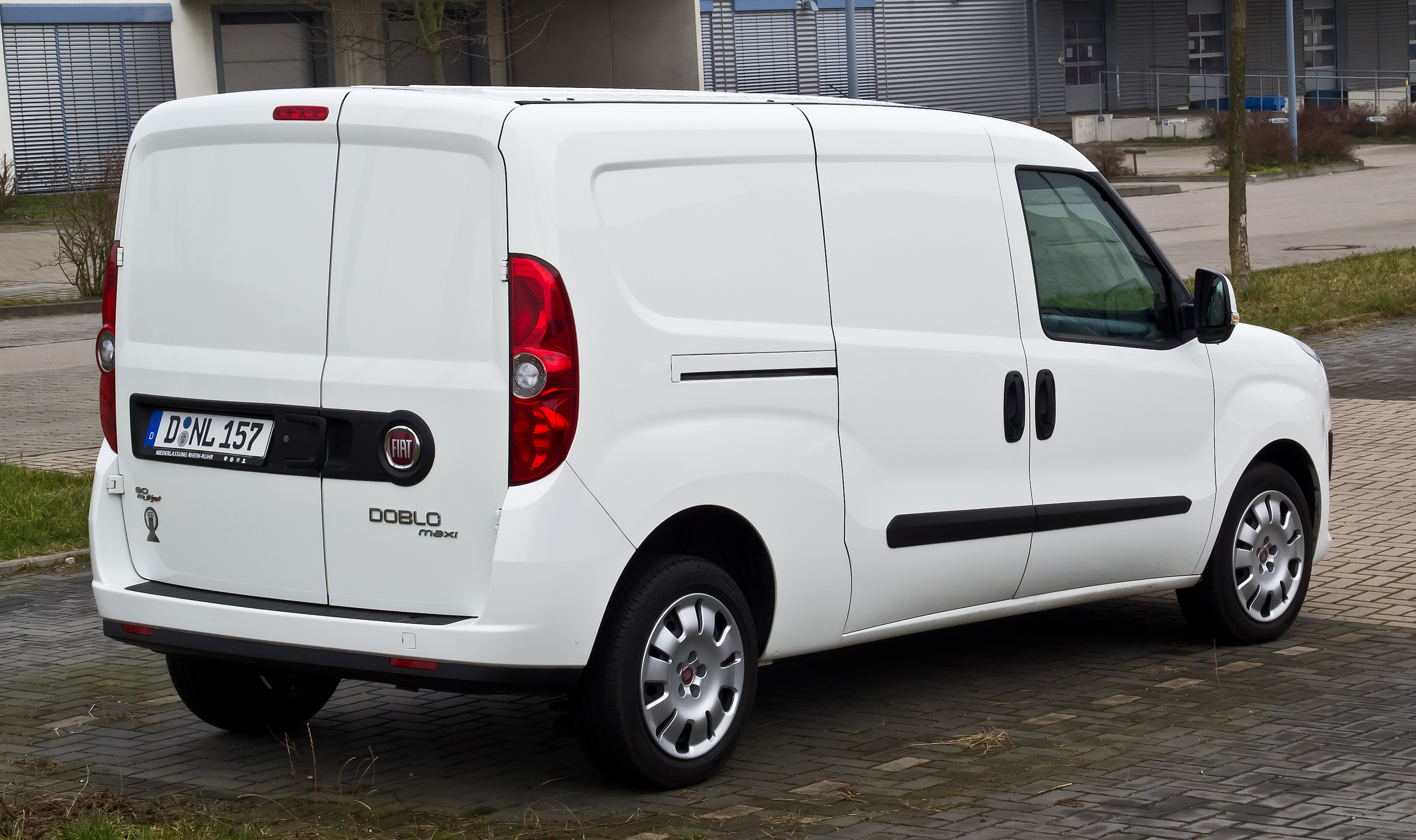
Fiat Doblò Cargo Maxi 1.6 16V Multijet (II) back (2013)
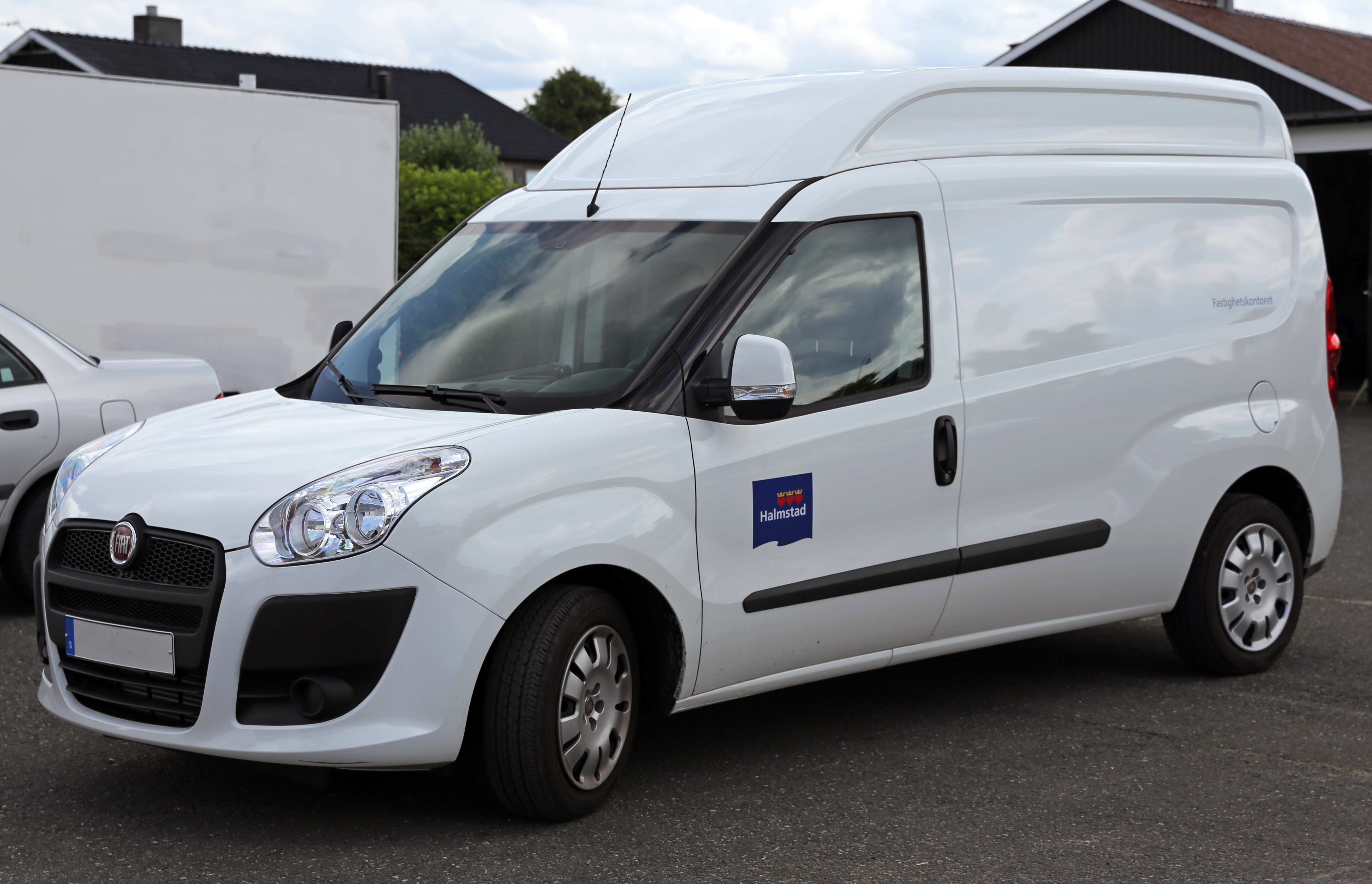
Fiat Doblò Cargo XL 1.6 105 Multijet Halmstad (2012)
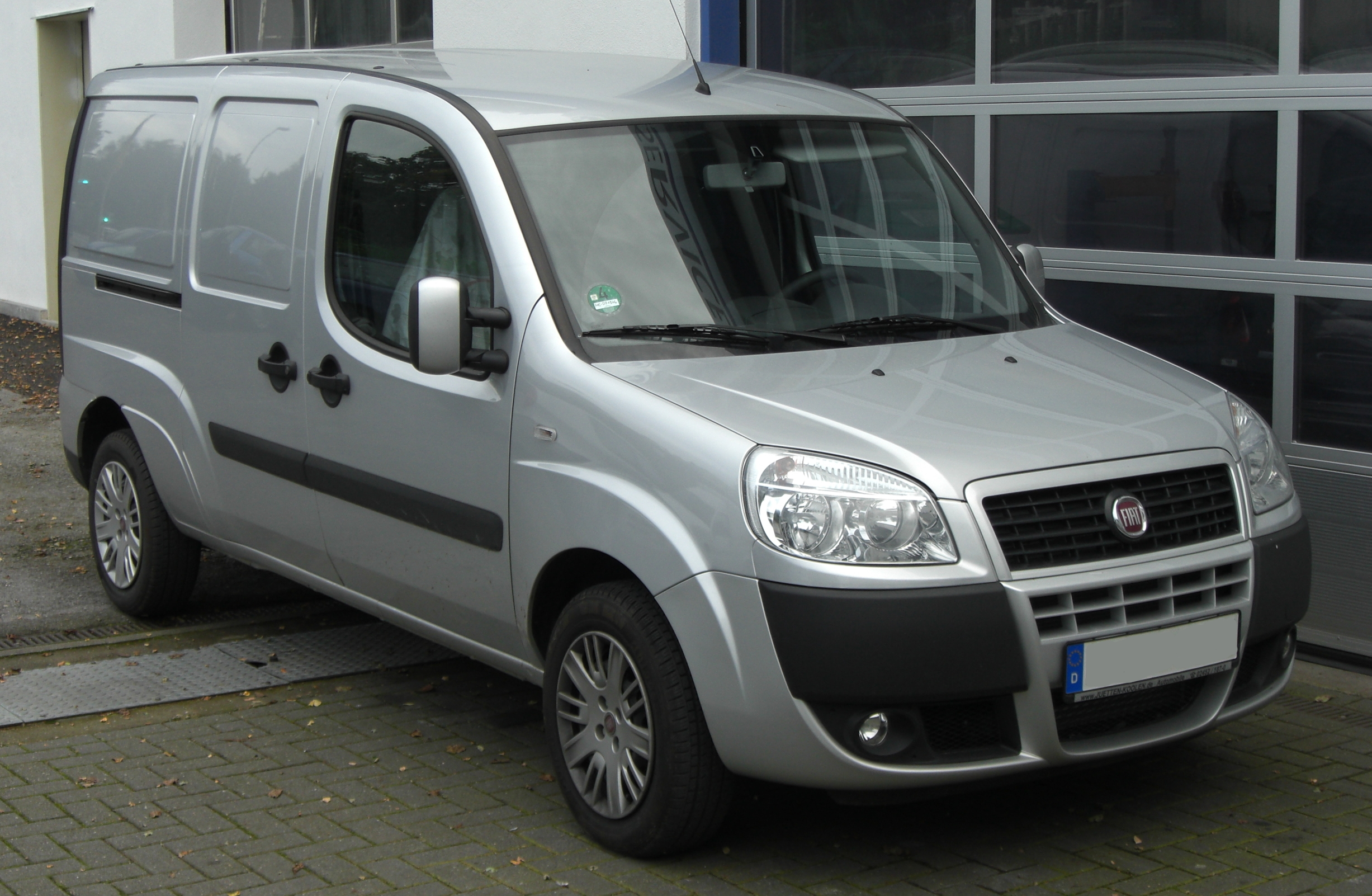
Fiat Doblo Cargo XXL (2009)